# Piano di Sorrento
Piano di Sorrento là một đô thị ở tỉnh Napoli ở vùng Campania, cách khoảng 25 km về phía đông nam của Napoli. Tại thời điểm ngày 31 tháng 12 năm 2004, đô thị này có dân số 12.895 người và diện tích là 7,3 km².
Đô thị Piano di Sorrento bao gồm các frazioni (đơn vị cấp dưới, chủ yếu là thôn làng) Cassano, Mortora, Trinità, and Colli San Pietro.
Piano di Sorrento giáp các đô thị: Meta, Sant'Agnello, Vico Equense.